# Rudolf Tillmann
Rudolf Tillmann (* 13. April 1941 in Menden (Sauerland); † 24. Juli 2021) war ein deutscher Wirtschaftsjurist und Heimatforscher.

## Leben
Tillmann ist auf einem Bauernhof im Sauerland aufgewachsen. Er besuchte vier Jahre die Volksschule in Eisborn und anschließend das Walram-Gymnasium in Menden. Nach dem Abitur 1961 und der Ableistung der Wehrpflicht studierte er in München und Münster Jura mit dem Abschluss der Ersten Juristischen Staatsprüfung am Oberlandesgericht Hamm. Während des Juristischen Vorbereitungsdienstes war er sechs Monate bei der Deutsch-Chilenischen Industrie- und Handelskammer in Santiago de Chile tätig.
Nach dem Bestehen der Zweiten Juristischen Staatsprüfung 1972 in Düsseldorf trat er in den Dienst der Industrie- und Handelskammer (IHK) zu Essen. Von 1974 bis 1983 war er Mitglied der Geschäftsführung der IHK zu Siegen und von 1983 bis Ende 2002 der Industrie- und Handelskammer Düsseldorf. Tillmann hat sich fast 25 Jahre als Vorsitzender ehrenamtlich unter anderem bei den Sportfreunden Obersdorf-Rödgen und TSV Metzkausen engagiert. Er war Ehrenvorsitzender von Mettmann-Sport und Vorstandsmitglied des Kreissportbundes Mettmann.
Nach Eintritt in den Ruhestand widmete sich Tillmann regional- und familienhistorischen Untersuchungen im südlichen Westfalen mit mehreren Veröffentlichungen. Am 12. Juli 2010 promovierte er an der Heinrich-Heine-Universität Düsseldorf mit der Arbeit Der kurkölnische Haupthof Blintrop-Niedernhöfen im Herrschafts- und Wirtschaftssystem von St. Severin/Köln.
Er war Mitglied der katholischen Studentenverbindung K.St.V. Saxonia München im KV.

## Werke
- Hof Müller gen. Klüener in Altenaffeln-Hespe. Chronik, Vorsmann Druck & Verlag, Balve 2016, ISBN 978-3-9807630-2-8.
- Der kurkölnische Haupthof Blintrop-Niedernhöfen im Herrschafts- und Wirtschaftssystem von St. Severin/Köln. Erzbischöfliche Diözesan- und Dombibliothek mit Bibliothek St. Albertus Magnus, Köln 2014, ISBN 978-3-939160-52-6.
- Dorfgemeinschaft Eisborn e.V. (Hrsg.): Eisborn/Asbeck – Eine Chronik in Bildern. Zimmermann Druck + Verlag, Balve 2013, ISBN 978-3-89053-136-6.
- als Mitautor: Städte, Dörfer, Höfe, Bürger, Kötter, Plöger. Zimmermann Druck+Verlag, Balve 2012, ISBN 978-3-89053-135-9.[3]
- Schulte-Horst Teil II, F.W. Becker Verlag, Arnsberg 2012, ISBN 978-3-930264-93-3.
- Die mittelalterliche Grundherrschaft im Sauerland. Südwestdeutscher Verlag für Hochschulschriften, Saarbrücken 2011, ISBN 978-3-8381-2508-4.
- Niedernhöfen. F. W. Becker Verlag, Arnsberg 2008, ISBN 978-3-930264-75-9.
- Schulte-Horst. F. W. Becker Verlag, Arnsberg 2006, ISBN 3-930264-55-2.
- …de gheheten is de myddelhof…: Ein Hof im Sauerland wird 600 Jahre alt. U-form-Verlag, Mettmann, 2004, ISBN 3-88234-000-2.
- mit Horst-Dieter Hurlebaus: Rechtsratgeber Weiterbildung – Handbuch für die Praxis. hrsg. vom Deutschen Industrie- und Handelstag. Bonn 1988.